# Jataka

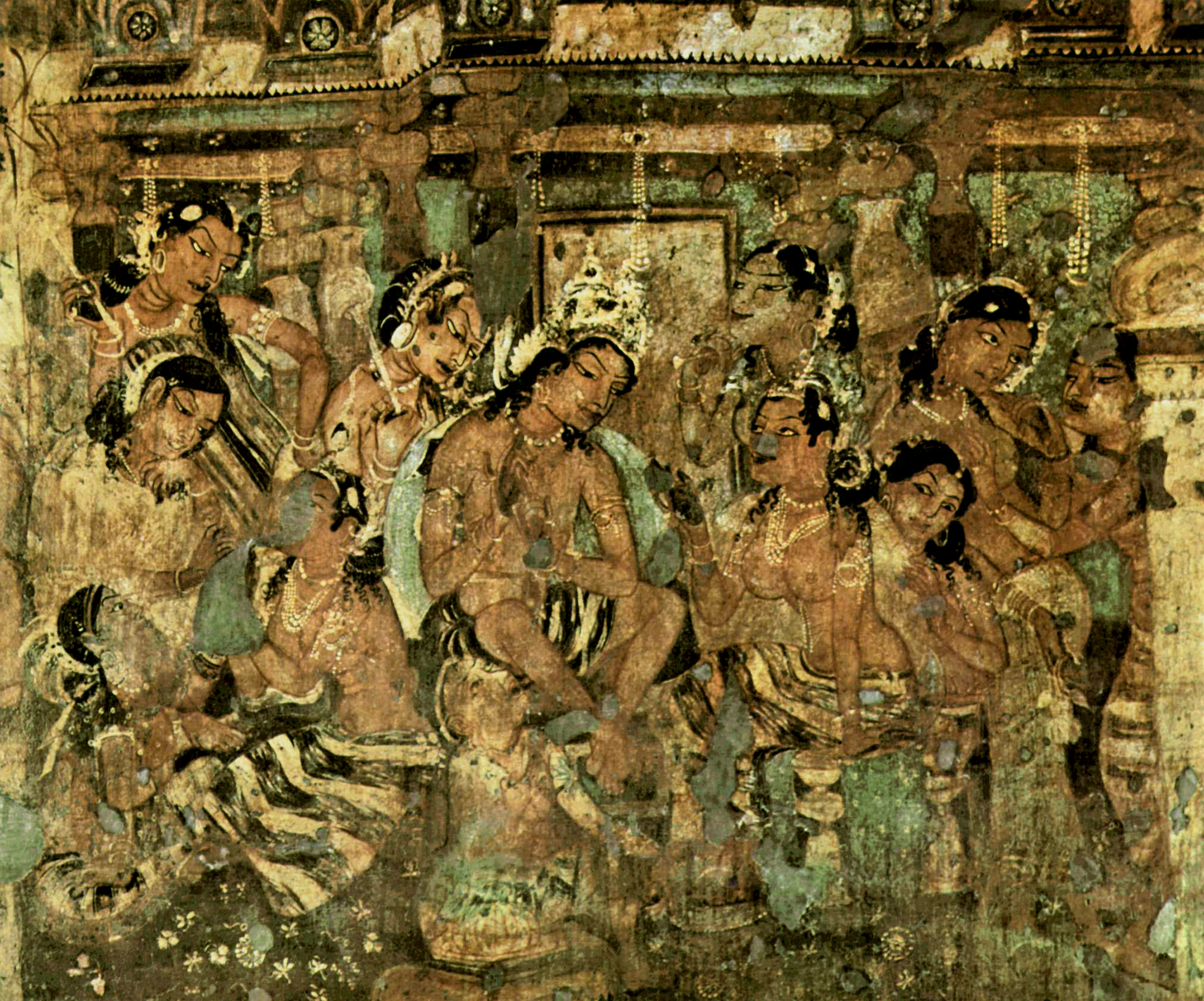
Los cuentos Jataka de las cuevas de Ajanta.

Un jataka o cuento jataka es un tipo de relato budista que explica una de las etapas del Buda histórico (o sus discípulos) en su proceso por alcanzar la iluminación, en una de sus vidas anteriores. En ocasiones estas vidas son las de animales no humanos.
Estos cuentos jataka son una antigua colección de relatos muy cortos, pero de importancia en el conjunto de la literatura budista. En muchos de ellos se pueden encontrar paralelismos con cuentos difundidos universalmente presentes en otras culturas. 
Su lectura, en el budismo, tenía fines moralizantes a través de la fascinación y el encanto que representan sus protagonistas: animales sabios y llenos de virtudes que aleccionan a poderosos reyes en su inmoralidad, maestros, hadas, duendes y otros personajes fabulosos inmersos en situaciones de las cuales se acaba por extraer una moraleja; de ahí su empleo como primer elemento de contacto de los niños con el budismo.
Los hay de dos tipos, los canónicos, que se encuentran en la tipitaka, y los no canónicos, que se encuentran fuera de esta. 
Los cuentos, escritos en prosa, se conforman en torno a unos versos de una o varias estrofas (gatha) que constituyen la esencia del relato. Estos versos son los reconocidos como canónicos. Uno de estos es el Sasapandita Jàtaka (Jataka de la liebre sabia).